# Primero de Mayo (departamento)
Primero de Mayo é um departamento da Argentina, localizado na província do Chaco.